# Tunnel di Roki
Il tunnel di Roki (chiamato anche tunnel di Roksky, in georgiano როკის გვირაბი?; in osseto: Ручъы тъунел; in russo Рокский туннель?) è un tunnel di montagna della strada Transkam attraverso le montagne del Gran Caucaso, a nord del villaggio di Roka. È l'unica strada che unisce l'Ossezia Settentrionale-Alania in Russia con l'Ossezia del Sud, una repubblica separatista della Georgia. La strada è presidiata nella città di Nizhny Zaramag nell'Ossezia del Nord ed è talvolta indicata come il valico di frontiera Roki-Nizhny Zaramag.
Il tunnel, completato dal governo sovietico nel 1984, è uno dei pochi percorsi che attraversano la catena del Caucaso settentrionale. È a circa 2 000 metri (6 600 ft) di altitudine e la sua lunghezza è di 3,730 metri (12,24 ft), vicino al Passo di Roki a circa 3,000 metri (9,843 ft) di altitudine, utilizzabile solo in estate. Le altre strade tra la Georgia e la Russia includono il checkpoint doganale Kazbegi - Verkhni Lars sulla Strada militare georgiana, chiusa nel giugno 2006 e riaperta nel 2010, e il valico di Gantiadi - Adler in Abcasia che la Georgia afferma funzioni illegalmente.
Il tunnel è stato rilevante durante il conflitto georgiano-osseto. Le autorità dell'Ossezia del Sud utilizzano i pedaggi riscossi sul traffico in galleria come una delle loro principali fonti di reddito. Il governo georgiano, sostenuto dagli Stati Uniti, chiede da tempo che il lato sud-osseto del tunnel sia posto sotto il controllo di osservatori internazionali, piuttosto che dai secessionisti sud-osseti e dai loro alleati russi. Quando le autorità russe hanno bloccato il posto di blocco doganale di Kazbegi - Verkhni Lars tra giugno 2006 e marzo 2010, il tunnel di Roki era l'unico percorso stradale disponibile dalla Russia all'Ossezia meridionale. Il tunnel è stato utilizzato anche come via di transito di 5 battaglioni della 58ª armata russa durante la guerra dell'Ossezia meridionale del 2008, con un trasferimento in Ossezia di 150 carri armati e artiglieria pesante.
Il tunnel è stato ricostruito dopo i danni causati dalla guerra del 2008. La ricostruzione ha richiesto due anni e mezzo ed è stata completata nell'ottobre 2015. Tutti i costi di ricostruzione sono stati pagati dalla parte russa.